# G Girls
G Girls ist eine vierköpfige Popband in wechselnder Besetzung aus Rumänien. Gegründet wurde sie 2016 von den Sängerinnen Alexandra Stan, Inna, Antonia und Lori. Stan wirkte zunächst nur bei der Debütsingle Call the Police im Jahr 2016 mit, bei dem Nachfolger Milk & Honey (2017) trat dann Sängerin Lariss neben Inna, Antonia und Lori in Erscheinung.
Die Gruppe steht derzeit beim Label Global Records unter Vertrag.

## Geschichte
Nachdem Stan und Inna schon im Jahr 2015 zusammen den Song We Wanna mit dem Rapper Daddy Yankee aufgenommen hatten, welcher auf Stans drittem Studioalbum Alesta erschienen ist, entschieden sich die beiden wieder miteinander zu arbeiten. Sie gründeten mit Lori und Antonia die Band G Girls. Ihre erste Single Call the Police wurde am 14. Juni 2016 zum Download bereitgestellt. Das Video zum Lied wurde am 1. Juni 2016 auf YouTube veröffentlicht und wurde bisher über zehn Millionen Mal angeklickt.
Am 1. März 2017 wurde ein erster Teaser zum Musikvideo der zweiten Single Milk & Honey auf YouTube veröffentlicht. Auf der Single und im Video, das schließlich am 3. März offiziell erschien, wurde Alexandra Stan überraschend durch die Sängerin Lariss ersetzt, die 2014 mit Dale Papi einen Top-10-Hit in ihrer Heimat Rumänien landete.

## Diskografie

### Singles
- 2016: Call the Police
- 2017: Milk & Honey